# 하계 올림픽

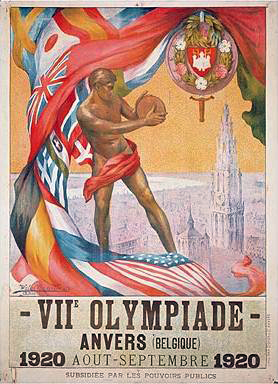
1920년 안트베르펜 하계 올림픽 포스터

하계 올림픽(영어: Summer Olympic Games, 프랑스어: Jeux olympiques d'été)은 4년마다 열리는 국제 스포츠 대회로 국제올림픽위원회(IOC)가 주관한다. 지구촌 최대 스포츠 축제인 하계 올림픽은 국제 행사 중 가장 크고 잘 알려져 있으며 가장 많은 시청자들이 시청하는 이벤트이다. 메달 수상자에게는 큰 명예가 주어지게 되며, 수상자는 순위에 따라 금메달, 은메달, 동메달이 주어지며 이는 1904년 이후 이 전통이 유지되고 있다.
올림픽은 하계 올림픽과 동계 올림픽이 있으며 하계 올림픽의 규모가 더 크다. 일반적으로 올림픽이라고 부르는 것은 하계 올림픽이다. 선수들은 각 나라의 국가 올림픽 위원회(NOC)에 의해 선발되며 각 나라를 대표한다. 국가와 국기는 메달 수여식을 장식하게 되고 각국의 메달 집계가 이루어진다.

## 하계 올림픽의 초창기
근대 올림픽의 시작은 스포츠 경기를 통한 국제사회의 화해를 도모하고자 피에르 드 쿠베르탱 남작에 의해 1894년 시작되었다. 첫 경기는 1896년 아테네에서 개최되었고 245명의 선수가 14개 국가에서 출전하였고 이 중 200명 이상이 그리스 사람이었다. 하지만 이전에는 없었던 대규모의 국제 행사였다.
4년후 파리 대회에서는 4배 이상 많은 선수가 참가하였고 이 중 11명이 여자 선수였으며 이들은 테니스와 크리켓에 출전하였다. 이 대회는 파리 박람회와 같이 열렸고 5개월간 계속되었다. 당시에는 올림픽만의 행사로 알려지지 않아 이 대회가 진정한 올림픽 대회인가에 대해서 논란이 많다.
1904년 세인트루이스 대회에서는 선수 규모가 줄어들게 된다. 이는 많은 유럽 선수들이 대서양을 건너 참가해야 했기 때문이다. 또한 파리 대회와 마찬가지로 박람회의 일부로 열리게 되었고 올림픽이라는 말이 많은 선발 대회에 남용되기에 이른다.
1906년에는 아테네에서 또 다른 경기가 열리게 되는데 10주년을 기념하기 위해서였다. IOC에서는 이 경기를 정식으로 인정하지 않으나 많은 사학자들은 올림픽 경기로 간주하고 있다. 이 대회는 1900년과 1904년 대회보다 더 성공적인 대회였고 이후 올림픽에 긍정적 역할을 했던 대회였다.
1908년 런던 대회는 다시 선수가 증가한 대회였다. 마라톤이 현재의 경주길이인 42.195 km로 처음 실시되었고 이 거리는 경기장의 귀빈석 앞에서 경주가 끝나도록 하기 위해서 결정된 거리이다. 마라톤 경주의 거리는 처음 1896년에는 40 km였으나 이후 지역에 따라 거리가 달라졌고 2 km 정도의 차이를 보인다. 1900년에서 1920년까지의 경기를 보면 6개의 다른 거리에서 치러졌다.
1908년 런던 대회에서는 이탈리아 선수인 도란도 피에트리가 가장 먼저 경기장에 들어왔으나 매우 지쳐 완주 직전 주저앉게 되었고 이때 경기 진행요원의 도움을 받아 결승점을 통과한다. 하지만 후에 자격이 박탈되고 금메달은 그보다 약 30초 늦게 들어온 존 헤이스에게 돌아간다.
1912년 스톡홀름 대회는 2500여명의 선수들이 참가하면서 규모가 커지게 된다. 이 중에는 10종 경기(decathlon)와 근대 5종 경기(pentathlon)에서 금메달을 딴 짐 소프도 있다. 소프는 이전에 돈을 받고 야구경기에 출전한 적이 있는데 이 때문에 아마추어리즘을 위반하여 메달이 박탈된다.

## 세계 대전 사이
1916년 베를린 대회는 제1차 세계 대전으로 취소되었다.
1920년 안트베르펀 대회는 사상 가장 많은 선수들이 참가한 대회였으나 전쟁의 상흔이 남긴 그저 그런 대회였다. 1924년 파리 대회에서는 더 많은 3000여 명의 선수가 참가하게 된다. 이 대회에서 주목할 만한 선수는 핀란드의 파보 누르미로 단체에서 3개의 금메달을 개인에서 1500 m와 5000 m에서 2개의 금메달을 목에 걸었다.
1928년 암스테르담 대회는 육상 종목에서 여성 선수들이 참가한 첫 대회이다. 또한 대회에 스폰서십을 도입하여 코카콜라가 후원함으로써 대회가 활성화되었다. 다음 대회인 1932년 로스앤젤레스 대회는 대공황의 영향으로 침체된 경기로 치러지게 된다.
1936년 베를린 대회는 당시 독일 정부로부터 그들의 체제를 선전하는 도구로 이용되었다. 나치당은 영화 제작자 레니 리펜슈탈로 하여금 영상을 제작하여 선전하였다. 히틀러가 아리안족의 비 아리안족에 대한 우수성을 반복적으로 강조하게끔 만든 영상물이었다. 재미있는 것은 이 대회의 4관왕은 단거리 주자이자 멀리뛰기 선수인 제시 오언스로 흑인이었다. 히틀러가 메달 수여식에서 오언스를 경멸하였다는 이야기가 있는데 이는 조작된 이야기다. 이 대회에서 손기정 선수가 마라톤에서 금메달을 남승룡선수가 동메달을 목에 걸었다.
1940년 대회와 1944년 대회는 제2차 세계 대전으로 취소되었다.

## 종전과 동서의 대립
제2차 세계 대전 이후 처음 열린 1948년 런던대회는 독일과 일본이 배제된 가운데 치러졌다. 이 대회에서 네덜란드의 파니 블랑커르코엔(Fanny Blanker-Koen)은 육상 트랙에서 4개의 금메달을 목에 걸었다. 갓 독립한 대한민국도 이 대회에 처음 참가했다.
1952년 헬싱키 대회는 체코슬로바키아 육군 중위인 에밀 자토페크의 대회였다. 자토펙은 1948년 대회에서 금메달을 수상하였지만 육상 10,000 m와 5,000 m에서 금메달을 얻고 생전 처음 출전한 마라톤에서도 금메달을 목에 걸었다. 또한 한국은 전쟁 도중 참가를 하여 많은 나라들의 박수를 받았다. 이 대회에선 냉전의 여파로 자본주의 국가와 사회주의 국가들이 서로 분리된 별도의 선수촌을 사용하였다.
1956년 멜버른 대회는 성공적으로 치러진 경기였으나 헝가리 사태의 여파로 헝가리선수단은 뿔뿔이 흩어져서 개별적으로 입국하였으며, 헝가리와 소비에트 연방간의 수구 경기에서 서로간에 주먹다짐이 벌어지는 사태가 빚어졌다. 또한 남반구에서 최초로 개최된 올림픽이었다. 하지만 승마는 오스트레일리아의 검역체계 때문에 말들을 데리고 갈 수 없어 스웨덴의 수도인 스톡홀름에서 열렸다. 이 대회에서 당시 분단돼 있던 동서독이 사상 최초로 단일팀으로 참여하였다.
1960년 로마 대회는 에디오피아의 아베베 비킬라가 맨발로 마라톤을 제패해서 대단한 화제를 불러모았다.또한 라이트헤비급 권투 선수인 무하마드 알리로 알려진 캐시어스 클레이가 출전하여 금메달을 수상한 대회였다. 하지만 그는 후에 흑백인종차별에 항의해 금메달을 내던졌다. 이 대회에서 소련은 기계체조에서 금메달 16개 중 15개를 휩쓸었다. 이 대회에도 동서독은 단일팀으로 출전하였다.
1964년 도쿄 대회는 중계 위성에 의해 세계적으로 방송이 된 첫 대회였다. 아시아에서 최초로 개최된 이 대회를 계기로 올림픽은 전 세계적으로 큰 인기를 얻게 된다. 아베베 비킬라는 맹장수술후 불과 6주 만에 참가하여 세계신기록으로 마라톤 2연패를 달성하였다. 동서독은 단일팀으로 출전하였으나 이 대회가 마지막이었다.
1968년 멕시코시티 대회는 해발 1500M가넘는 개최지의 높은 고도로 인해 유별난 경기를 치르게 된다. 특히 멀리뛰기에서는 미국의 밥 비먼이 8.90 m로 세계 신기록을 세웠고 이 기록은 23년 동안 깨지지 않았다. 또한 여자선수가 최초로 성화를 점화한 대회이다.
1972년 뮌헨 대회는 올림픽 사상 최대 사건이 벌어진 대회였다. 팔레스타인 무장 단체인 검은 9월단이 선수촌에 침입하여 이스라엘 선수단의 숙소를 습격한 것이다. 2명이 사망하였고 9명을 인질로 잡았으며 그들은 이스라엘로 하여금 감옥에 있는 테러범을 석방할 것을 요구하였다. 이스라엘 정부는 그들의 요구를 거절하였고 결국 테러범들은 탈출을 위한 항공편을 요구, 독일이 이를 수용하는 듯하였으나 탈주하려는 테러범과 공항에서 총격전을 벌여 인질 모두를 포함하여 15명이 사망하는 참사가 발생하였다. 경기는 논의를 거듭한 끝에 계속 열리게 되었으나 스포츠 잔치는 초상집에서 치르는 것과 같았다. 이 경기에서 미국의 수영선수 마크 스피츠가 7개의 금메달을 획득하였고 소련의 16세 체조선수 올가 코르부트가 3개의 메달을 땄다. 북한은 사격의 리호준이 최초로 금메달을 따냈다.
1976년 몬트리올 대회는 전 대회와 같은 비극은 일어나지 않았지만 막대한 비용이 든 경기로 기록된다. 당시 비용으로 약 5조 원(현재가로 환산하면 약 15조 원)이 투입되었는데 이로 인해 몬트리올 시민들이 최근까지 세금을 더 내야만 했다. 이를 통해 올림픽이 결코 상업적으로 성공할 수만은 없다는 것을 보여주었다. 또한 뉴질랜드가 인종차별로 국제스포츠계에서 추방돼 있던 남아공과 친선경기를 가진 것에 반발해서 아프리가의 거의 모든 국가들이 불참하였다.이 대회에서 루마니아의 나디아 코마네치와 넬리 킴은 체조에서 사상 처음 10점 만점을 기록한다. 한국은 이 대회에서 양정모가 레슬링에서 우승함으로써 최초로 금메달을 따냈다.
소련의 아프가니스탄 침공 이후에 치러진 1980년 모스크바 대회는 서방 진영의 국가들이 보이콧한 반쪽 대회였다. 미국을 비롯하여 66개국이 불참하였고 대회는 소련만의 잔치가 되어 버렸다. 다만 이 대회에 그리스와 영국, 오스트레일리아는 보이콧에 응하지 않고 참가하게 되었는데 이 3개국은 지금까지 올림픽 전 대회를 참가한 국가들로 기록된다.
모스크바 대회에 보이콧한 대가로 이번에는 동구권 14개국과 소련이 1984년 로스앤젤레스 대회를 보이콧하는 반쪽짜리 대회가 재연된다. 이 대회는 최대한 상업적인 면에 집중해 운영상 적자를 면했고, 올림픽이 더 상업적으로 가는 전환점의 대회로 기록되었다.

## 동서 화해와 새로운 문제들
1988년 서울 대회는 오랜만에 집단적인 불참 없이 동서 양 진영과 제3세계국가들이 다 참가하는 뜻 깊은 대회였다. 하지만 이 대회는 선수들의 약물 사용이 올림픽의 새 이슈로 오른 대회였다. 100m 달리기 선수인 캐나다의 벤 존슨이 스테로이드 약물 검사에 적발되어 금메달을 박탈 당하는 등 많은 선수가 약물 검사에서 양성반응으로 징계를 받았다. 이 대회를 계기로 그 동안 선수들의 관리와 규제가 정립하는 계기가 된다.
1992년 바르셀로나 대회는 아마추어 대회인 올림픽에 프로 선수가 참가하는 스포츠 경기로 전환하는 대회였다. 미국의 농구 선수단인 드림팀이 프로 선수들로 구성되어 출전하였고 우승했다. 또한 이 대회는 구 소련에서 독립한 국가들이 다수 참가한 대회이기도 하다.
1996년 애틀랜타 대회는 다시 한 번 미국에서 개최되면서 보다 더 상업적인 올림픽이 되었다. 게다가 1989년 도쿄에서 열린 IOC 총회 당시, 개최지를 아테네가 아닌 애틀랜타로 선정한 것에 대하여 많은 비판을 받아왔다.
대회가 치러진 애틀랜타는 코카콜라 본사가 위치한 도시로 개최 선정에서부터 코카콜라의 영향 등 잡음이 많았다. 이 대회에서 미국의 마이클 존슨이 세계 신기록을 수립하며 200m에서 우승하였고 캐나다의 도너번 베일리는 100m에서 올림픽 신기록을 수립하였다.
2000년 시드니 대회는 오스트레일리아 원주민 출신이며, 성화 점화자였던 캐시 프리먼이 400m에서 우승하여 백인과 원주민의 유대를 돈독히 하는 계기가 되었고, 뱀장어란 별명을 가지게 된 적도기니의 수영선수 에릭 무삼바니는 수영에서 이른바 개헤엄을 쳐 올림픽의 아마추어 정신을 돌아보는 계기가 된 경기였다.
2004년 아테네 대회는 다시 한번 본고장에서 치러지는 대회였다. 테러에 대한 공포가 전 세계로 확대되면서 이에 대한 대비책으로 조직위는 15억 달러를 지출한 대회였다. 올림픽이 상업적으로 흘러 수입이 많아지는 반면에 그만큼의 비용이 테러에 대한 대비책 등으로 지출되는 새로운 고민이 생긴 것이다.
2016년 리우 대회는 근대 올림픽 역사 120년 사상 최초로 남미에서 개막된 대회가 되었다.

## 근대 하계 올림픽 개최지

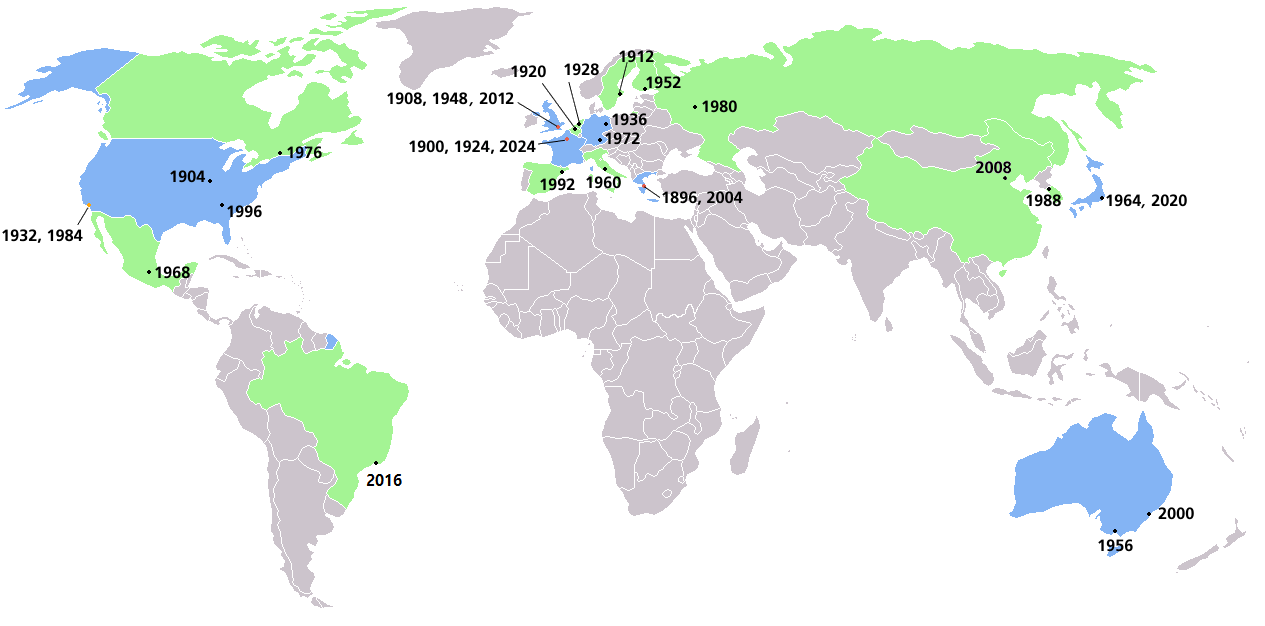
하계 올림픽을 개최하거나 개최 예정인 도시들

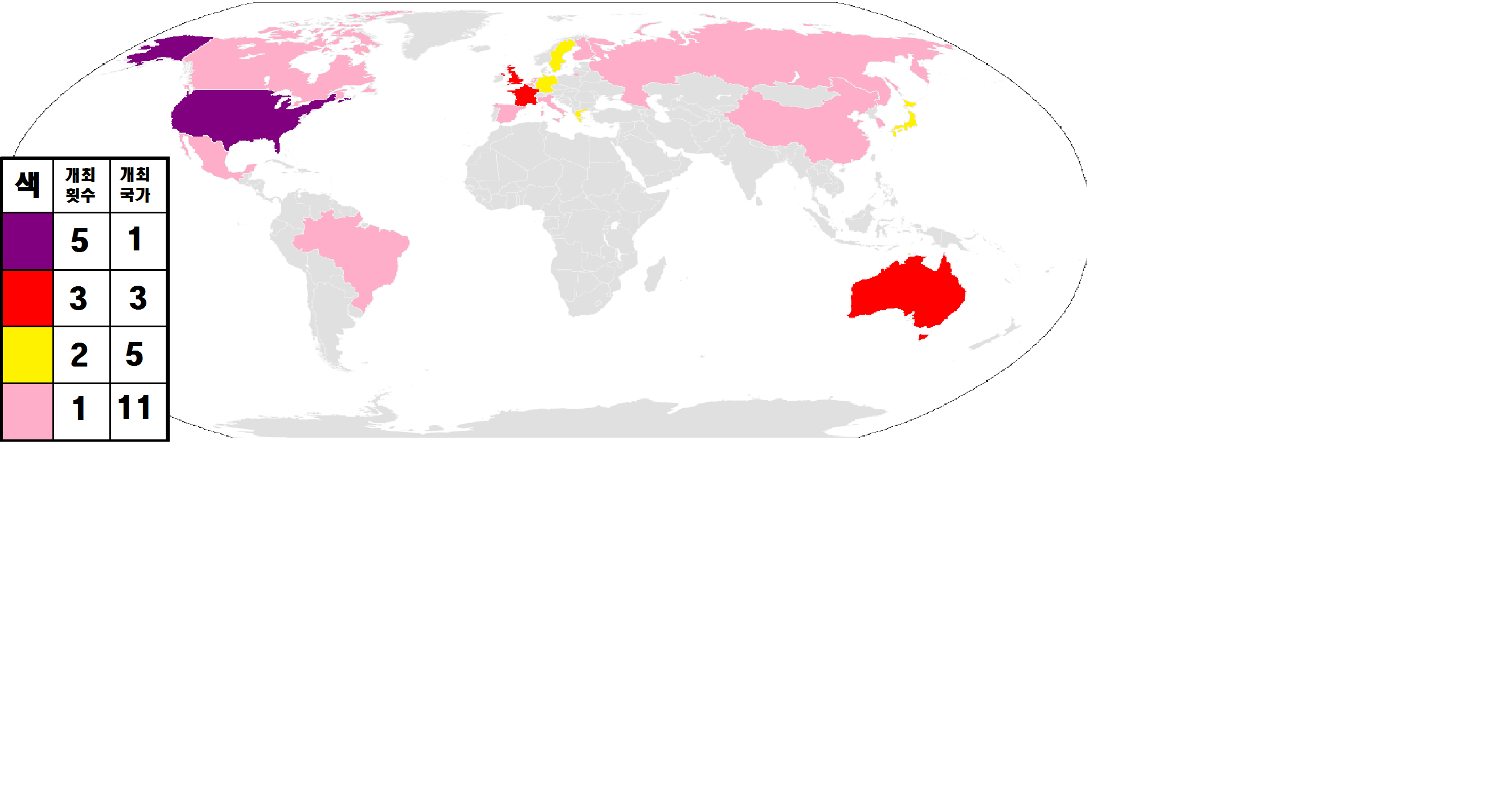
하계 올림픽 개최국+개최 예정국

| 개최 횟수 | 국가           | 개최연도                                                              |
| --------- | -------------- | --------------------------------------------------------------------- |
| 5         | 미국           | 1904년 올림픽+1932년 올림픽+1984년 올림픽+1996년 올림픽+2028년 올림픽 |
| 3         | 프랑스         | 1900년 올림픽+1924년 올림픽+2024년 올림픽                             |
| 3         | 영국           | 1908년 올림픽+1948년 올림픽+2012년 올림픽                             |
| 3         | 오스트레일리아 | 1956년 올림픽+2000년 올림픽+2032년 올림픽                             |
| 2         | 독일           | 1936년 올림픽+1972년 올림픽                                           |
| 2         | 일본           | 1964년 올림픽+2020년 올림픽                                           |
| 2         | 그리스         | 1896년 올림픽+2004년 올림픽                                           |
| 2         | 스웨덴         | 1912년 올림픽+1956년 올림픽                                           |
| 1         | 대한민국       | 1988년 올림픽                                                         |
| 1         | 캐나다         | 1976년 올림픽                                                         |
| 1         | 벨기에         | 1920년 올림픽                                                         |
| 1         | 네덜란드       | 1928년 올림픽                                                         |
| 1         | 이탈리아       | 1960년 올림픽                                                         |
| 1         | 스페인         | 1992년 올림픽                                                         |
| 1         | 핀란드         | 1952년 올림픽                                                         |
| 1         | 중국           | 2008년 올림픽                                                         |
| 1         | 러시아         | 1980년 올림픽                                                         |
| 1         | 멕시코         | 1968년 올림픽                                                         |
| 1         | 브라질         | 2016년 올림픽                                                         |

| 올림픽 대회 |                |        |                |                          |                          |                          |
| 횟수        | 나라           | 년도   | 도시           | 참가국                   | 참가 선수                | 최다 금메달              |
| 01          | 그리스         | 1896년 | 아테네         | 14                       | 241                      | 미국                     |
| 02          | 프랑스         | 1900년 | 파리           | 24                       | 997                      | 프랑스                   |
| 03          | 미국           | 1904년 | 세인트 루이스  | 12                       | 651                      | 미국                     |
| 04          | 영국           | 1908년 | 런던           | 22                       | 2008                     | 영국                     |
| 05          | 스웨덴         | 1912년 | 스톡홀름       | 28                       | 2407                     | 미국                     |
| 06          | 독일           | 1916년 | 베를린         | 제1차 세계 대전으로 취소 | 제1차 세계 대전으로 취소 | 제1차 세계 대전으로 취소 |
| 07          | 벨기에         | 1920년 | 안트베르펀     | 29                       | 2626                     | 미국                     |
| 08          | 프랑스         | 1924년 | 파리           | 44                       | 3089                     | 미국                     |
| 09          | 네덜란드       | 1928년 | 암스테르담     | 46                       | 2883                     | 미국                     |
| 10          | 미국           | 1932년 | 로스앤젤레스   | 37                       | 1332                     | 미국                     |
| 11          | 독일           | 1936년 | 베를린         | 49                       | 3963                     | 독일                     |
| 12          | 일본 ↓ 핀란드  | 1940년 | 도쿄→헬싱키    | 제2차 세계 대전으로 취소 | 제2차 세계 대전으로 취소 | 제2차 세계 대전으로 취소 |
| 13          | 영국           | 1944년 | 런던           | 제2차 세계 대전으로 취소 | 제2차 세계 대전으로 취소 | 제2차 세계 대전으로 취소 |
| 14          | 영국           | 1948년 | 런던           | 59                       | 4104                     | 미국                     |
| 15          | 핀란드         | 1952년 | 헬싱키         | 69                       | 4955                     | 미국                     |
| 16          | 오스트레일리아 | 1956년 | 멜버른         | 72                       | 3314                     | 소련                     |
| 17          | 이탈리아       | 1960년 | 로마           | 83                       | 5338                     | 소련                     |
| 18          | 일본           | 1964년 | 도쿄           | 93                       | 5151                     | 미국                     |
| 19          | 멕시코         | 1968년 | 멕시코 시티    | 112                      | 5530                     | 미국                     |
| 20          | 서독           | 1972년 | 뮌헨           | 121                      | 7170                     | 소련                     |
| 21          | 캐나다         | 1976년 | 몬트리올       | 92                       | 6028                     | 소련                     |
| 22          | 소련           | 1980년 | 모스크바       | 80                       | 5179                     | 소련                     |
| 23          | 미국           | 1984년 | 로스앤젤레스   | 140                      | 6829                     | 미국                     |
| 24          | 대한민국       | 1988년 | 서울           | 159                      | 8391                     | 소련                     |
| 25          | 스페인         | 1992년 | 바르셀로나     | 169                      | 9356                     | 독립국가연합             |
| 26          | 미국           | 1996년 | 애틀랜타       | 197                      | 10320                    | 미국                     |
| 27          | 오스트레일리아 | 2000년 | 시드니         | 199                      | 10651                    | 미국                     |
| 28          | 그리스         | 2004년 | 아테네         | 201                      | 10625                    | 미국                     |
| 29          | 중국           | 2008년 | 베이징         | 204                      | 11028                    | 중국                     |
| 30          | 영국           | 2012년 | 런던           | 204                      | 10500                    | 미국                     |
| 31          | 브라질         | 2016년 | 리우데자네이루 | 207                      | 11239                    | 미국                     |
| 32          | 일본           | 2020년 | 도쿄           | 206                      | 11235                    | 미국                     |
| 33          | 프랑스         | 2024년 | 파리           | 206                      | 10714                    | 미국                     |
| 34          | 미국           | 2028년 | 로스앤젤레스   | 개최 전                  | 개최 전                  |                          |
| 35          | 오스트레일리아 | 2032년 | 브리즈번       | 개최 전                  | 개최 전                  |                          |

## 국가 간의 경쟁이 아닌 선수들 간의 경쟁
현재 IOC는 올림픽대회에서 참가국의 순위를 공식적으로 인정하지 않는다. 정보제공 목적으로 각 국가를 대표하는 선수들이 획득한 메달을 국가별로 집계한 표를 작성하지만 순위는 매기지 않는다.

올림픽헌장, 1장 6조는 올림픽은 국가간의 경쟁이 아님을 규정한다. 
올림픽대회의 경기는 국가 간의 경쟁이 아닌 개인전 또는 단체전을 통한 선수들간의 경쟁이다.
올림픽헌장, 5장 57조에는 IOC는 공식적인 국가 순위를 매기지 않음을 명시하고 있다.
IOC와 조직위원회는 전체적인 국가별 순위를 작성하지 않는다. 메달리스트와 기타 수상자의 이름이 적힌 수상자 명부는 조직위원회가 작성하며, 메달 수상자의 이름은 양각으로 기록하여 메인스타디움에 영구전시한다.
따라서 올림픽대회에서 IOC가 인정하는 공식 순위 산정 방식은 존재하지 않고, 발표하는 매체들이 각자의 기준으로 순위를 매긴다. 금메달을 우선으로 산정하는 방식, 메달의 종류와 상관없이 전체 매달 개수로 산정하는 방식, 혹은 메달 종류별로 점수를 차등해서 매기고 합산하는 방식 등을 매체나 국가들이 각자의 편의에 따라 사용한다. 2008년 하계 올림픽에서 중국(합계 100, 금48)은 금메달 우선을 기준으로, 미국(합계 112, 금36)은 총 합계를 기준으로 각자 1위를 주장하기도 했다.

## 같이 보기
- 올림픽
- 동계 올림픽
- 패럴림픽